# Valognes
Valognes là một xã trong tỉnh Manche, thuộc vùng hành chính Normandie của nước Pháp, có dân số là 7815 người (thời điểm 1999).

## Nhân khẩu học
| 1962 | 1968 | 1975 | 1982 | 1990 | 1999 |
| ---- | ---- | ---- | ---- | ---- | ---- |
| 5481 | 5932 | 5871 | 6727 | 7412 | 7537 |

## Các thành phố kết nghĩa
- , Wimborne Minster, Vương quốc Anh
- Stolberg, Đức

## Những người con của thành phố
- Léopold Delisle, chuyên viên lưu trữ, giám đốc của Bibliothèque nationale de France từ 1874 đến 1905.
- Prudence Boissière nhà từ điển học
- Félix Lebuhotel (sinh 1932), tay đua xe đạp